# أتلتيكو مدريد موسم 2002–03
كان موسم 2002–03 هو الموسم الـ97 في تاريخ أتلتيكو مدريد والموسم الـ66 في الدوري الإسباني، الدرجة الأولى لكرة القدم الإسبانية. ويغطي الفترة من 1 يوليو 2002 إلى 30 يونيو 2003.